# مسابقات فرمول یک فصل ۲۰۰۴
مسابقات فرمول یک فصل ۲۰۰۴ در سال ۲۰۰۴ میلادی برگزار شد. در این مسابقات میشائل شوماخر (به انگلیسی: Michael Schumacher) از تیم اسکودریا فراری و با موتور فراری به قهرمانی رسید  و در مجموع صاحب ۱۴۸ امتیاز شد.